# Kératométrie
La kératométrie est une méthode de mesure optique et ophtalmologique permettant de mesurer le rayon de courbure de la cornée.
Les mesures, qui sont effectuées avec un kératomètre (ou ophtalmomètre) suivant les deux méridiens principaux, permettent de déduire la valeur de l'astigmatisme cornéen. 

## Principe
La cornée y joue le rôle d'un miroir convexe, et le principe de la kératométrie repose sur la réflexion d'un système de mire lumineuse sur la surface antérieure de la cornée. Connaissant la dimension de la mire, on peut déterminer le rayon de courbure de la cornée en mesurant la taille de l'image réfléchie. 
La kératométrie est fréquemment utilisée pour l'adaptation aux lentilles de contact, ainsi que pour observer la modification de la cornée induite par le port de lentille.
Elle est aussi une mesure nécessaire pour calculer la puissance des implants intraoculaires.

## Types de kératomètre
- Kératomètre de Javal (1880) ;
- Kératomètre de Sutcliff.